# Cordia triangularis
Cordia triangularis är en strävbladig växtart som beskrevs av Ignatz Urban. Cordia triangularis ingår i släktet Cordia, och familjen strävbladiga växter. Inga underarter finns listade i Catalogue of Life.